# N-końcowy propeptyd prokolagenu typu I
N-końcowy propeptyd prokolagenu typu I (ang.PINP, Procollagen I Aminoterminal propeptide) – peptyd o masie 35000 daltonów, który zostaje uwolniony w trakcie syntezy kolagenu od N- końca cząsteczki prokolagenu typu I. Metabolizowany jest w wątrobie.
Pojawienie się więc tego fragmentu świadczy o powstaniu nowej cząsteczki kolagenu, która staje się budulcem kości.
Z tego powodu uznawany jest za marker kościotworzenia i oznaczenie jego aktywności zostało wykorzystane w diagnostyce osteoporozy, jest wczesnym wskaźnikiem obecności przerzutów nowotworowych do kości oraz markerem skuteczności ich leczenia oraz służyć do oceny skuteczności leczenia bisfosfonianami.